# リリオペ (小惑星)
リリオペ (414 Liriope) は、小惑星帯に位置する大きな小惑星で、C型小惑星に分類される。
オーギュスト・シャルロワがニースで発見し、ギリシア神話に登場するナルキッソスの母リリオペにちなんで命名された。
2006年に岡山県で掩蔽が観測された。